# 宜阳县
宜阳县是中国河南省洛阳市下辖的一个县。总面积1650.7平方公里，人口57萬。唐宋年间宜阳县分为福昌县（后唐时避李国昌讳改为福庆县，北宋初復名）和寿安县，金朝大定六年（1166年）改寿安县为宜阳县，元代後至元三年（1337年）福昌县并入宜阳县。

## 行政区划
宜阳县下辖12个镇、4个乡：
城关镇、柳泉镇、韩城镇、白杨镇、香鹿山镇、锦屏镇、三乡镇、张坞镇、莲庄镇、赵保镇、樊村镇、高村镇、盐镇镇、花果山乡、上观乡和董王庄乡。

## 人口
根据(河南省)洛阳市第七次全国人口普查公报显示：宜阳县常住人口为576104人，男性人口占比50.42%，女性人口占比49.58%，年龄结构中0-14岁占比22.13%，15-59岁占比59.4%，60岁以上占比18.47%，65岁以上占比13.45%。

## 交通
- 343国道过境。

## 地理

### 气候
该县气候属于暖温带大陆性季风气候。